# Peter Žulj
Peter Žulj (Wels, 1993. június 9. –) osztrák válogatott labdarúgó, a Buriram United játékosa.

## Pályafutása

### Klubcsapatokban
Žulj az osztrák Rapid Wien akadémiáján nevelkedett, 2010 és 2014 között harminckilenc bajnoki mérkőzésen tizenegy gólt szerzett a klub második csapatában. Az osztrák élvonalban 2014. február 8-án góllal debütált egy Wacker Innsbruck elleni találkozón. 2018-ban a Sturm Graz csapatával osztrák kupagyőztes lett. 2019 és 2021 között negyven belga bajnoki mérkőzésen lépett pályára az Anderelcht színeiben. 2022 január óta a magyar élvonalbeli MOL Fehérvár labdarúgója kölcsönben a török İstanbul Başakşehir csapatától. 2022. szeptember 1-jén aláírt a kínai Csangcsun Jataj csapatához. 2025. január 8-án a tahi Buriram United csapatába igazolt.

### Válogatott
Többszörös osztrák utánpótlás-válogatott. 2018 óta tizenegy alkalommal lépett pályára az osztrák felnőtt válogatottban.

### Magánélete
Testvére, Robert szintén labdarúgó.

## Sikerei, díjai
- Sturm Graz
  - Osztrák kupagyőztes: 2017–18